# 17e cérémonie des Saturn Awards
La 17e cérémonie des Saturn Awards, récompensant les films et séries télévisées américaines fantastiques sortis en 1989 et 1990, s'est tenue le 26 juin 1991.

## Palmarès
Les lauréats sont indiqués en gras et en première position de chaque catégorie.

### Cinéma

#### Meilleur film de science-fiction
- Total Recall
  -  Abyss
  - Retour vers le futur 2
  - Retour vers le futur 3
  - L'Excellente Aventure de Bill et Ted
  - L'Expérience interdite
  - Chérie, j'ai rétréci les gosses
  - RoboCop 2
  - Tremors

#### Meilleur film fantastique
- Ghost
  - Les Aventures du baron de Munchausen (The Adventures of Baron Munchausen)
  - Always
  - Batman
  - Dick Tracy
  - Gremlins 2 : La Nouvelle Génération (Gremlins 2: The New Batch)
  - Indiana Jones et la Dernière Croisade (Indiana Jones and the Last Crusade)
  - Jusqu'au bout du rêve (Field of Dreams)
  - Les Tortues Ninja (Teenage Mutant Ninja Turtles)

#### Meilleur film d'horreur
- Arachnophobie (Arachnophobia)
  - Re-Animator 2
  - Darkman
  - L'Exorciste, la suite
  - La Mouche 2 (The Fly II)
  - La Nurse
  - Simetierre
  - Santa Sangre
  - Cabal

#### Meilleur réalisateur
- James Cameron pour Abyss
  - Clive Barker pour Cabal
  - Joe Dante pour Gremlins 2 : La Nouvelle Génération
  - Alejandro Jodorowsky pour Santa Sangre
  - Frank Marshall pour Arachnophobie (Arachnophobia)
  - Sam Raimi pour Darkman
  - Paul Verhoeven pour Total Recall
  - Robert Zemeckis pour Retour vers le futur 3
  - Jerry Zucker pour Ghost

#### Meilleur acteur
- Jeff Daniels dans Arachnophobie (Arachnophobia)
  - Warren Beatty pour le rôle de Dick Tracy dans Dick Tracy
  - Harrison Ford pour le rôle du Pr Indiana Jones dans Indiana Jones et la Dernière Croisade (Indiana Jones and the Last Crusade)
  - Ed Harris dans Abyss
  - Axel Jodorowsky dans Santa Sangre
  - Liam Neeson dans Darkman
  - Jack Nicholson dans Batman
  - Arnold Schwarzenegger dans Total Recall
  - Patrick Swayze dans Ghost

#### Meilleure actrice
- Demi Moore dans Ghost
  - Julie Carmen dans Vampire, vous avez dit vampire ? 2
  - Blanca Guerra dans Santa Sangre
  - Anjelica Huston dans Les Sorcières
  - Nicole Kidman dans Calme blanc
  - Madonna pour le rôle de Frisson Mahoney dans Dick Tracy
  - Mary Elizabeth Mastrantonio dans Abyss
  - Ally Sheedy dans Visions en direct
  - Jenny Wright dans Lectures diaboliques

#### Meilleur acteur dans un second rôle
- Thomas F. Wilson dans Retour vers le futur 3
  - Jeffrey Combs dans Re-Animator 2
  - Brad Dourif dans L'Exorciste, la suite
  - Larry Drake dans Darkman
  - John Glover dans Gremlins 2 : La Nouvelle Génération
  - Tony Goldwyn dans Ghost
  - John Goodman dans Arachnophobie (Arachnophobia)
  - Al Pacino dans Dick Tracy
  - Robert Picardo dans Gremlins 2 : La Nouvelle Génération

#### Meilleure actrice dans un second rôle
- Whoopi Goldberg dans Ghost
  - Kim Basinger dans Batman
  - Finn Carter dans Tremors
  - Reba McEntire dans Tremors
  - Jenny Seagrove dans L'Expérience interdite
  - Mary Steenburgen dans Retour vers le futur 3
  - Rachel Ticotin dans Total Recall
  - Mai Zetterling dans Les Sorcières

#### Meilleur(e) jeune acteur ou actrice
- Adan Jodorowsky dans Santa Sangre
  - Thomas Wilson Brown dans Chérie, j'ai rétréci les gosses
  - Gabriel Damon dans RoboCop 2
  - Jasen Fisher dans Les Sorcières
  - Charlie Korsmo pour le rôle du Kid dans Dick Tracy
  - Bryan Madorsky dans Parents
  - Robert Oliveri dans Chérie, j'ai rétréci les gosses
  - Jared Rushton dans Chérie, j'ai rétréci les gosses
  - Faviola Elenka Tapia dans Santa Sangre

#### Meilleur scénariste
- William Peter Blatty pour L'Exorciste, la suite (The Exorcist III: Legion)
  - Jerry Belson pour Always
  - Jeffrey Boam pour Indiana Jones et la Dernière Croisade (Indiana Jones and the Last Crusade)
  - James Cameron pour  Abyss
  - Don Jakoby et Wesley Strick pour Arachnophobie (Arachnophobia)
  - Phil Alden Robinson pour Jusqu'au bout du rêve (Field of Dreams)
  - Bruce Joel Rubin pour Ghost
  - Ronald Shusett, Dan O'Bannon et Gary Goldman pour Total Recall

#### Meilleure musique
- Retour vers le futur 3 (Back to the Future Part III) – Alan Silvestri
  - Abyss – Alan Silvestri
  - Chérie, j'ai rétréci les gosses – James Horner
  - Ghost – Maurice Jarre
  - Gremlins 2 : La Nouvelle Génération – Jerry Goldsmith
  - La Mouche 2 (The Fly II) – Christopher Young
  - La Nurse – Jack Hues
  - Santa Sangre – Simon Boswell
  - Les Sorcières – Stanley Myers
  - Total Recall – Jerry Goldsmith

#### Meilleurs costumes
- Total Recall – Erica Edell Phillips
  - Les Aventures du baron de Münchhausen (The Adventures of Baron Munchausen) – Gabriella Pescucci
  - Batman – Bob Ringwood
  - Dick Tracy – Milena Canonero
  - L'Excellente Aventure de Bill et Ted (Bill & Ted's Excellent Adventure) – Jill M Ohanneson
  - Indiana Jones et la Dernière Croisade (Indiana Jones and the Last Crusade) – Joanna Johnston et Anthony Powell
  - Retour vers le futur 2 (Back to the Future Part II) – Joanna Johnston
  - Retour vers le futur 3 (Back to the Future Part III) – Joanna Johnston
  - Les Tortues ninjas (Teenage Mutant Ninja Turtles) – Xenia Beith, Fiona Cazaly, Marian Keating, Lesja Liber et Alonzo Wilson

#### Meilleurs maquillages
- Dick Tracy – John Caglione Jr., Doug Drexler et Cheri Minns
  - Les Aventures du baron de Münchhausen – Maggie Weston et Fabrizio Sforza
  - Batman – Paul Engelen, Lynda Armstrong et Nick Dudman
  - Cabal – Bob Keen et Geoffrey Portass
  - Darkman – Tony Gardner et Larry Hamlin
  - La Mouche 2 (The Fly II) – Jayne Dancose, Stephan Dupuis, Dennis Pawlik et Jo-Anne Smith-Ojeil
  - Retour vers le futur 2 – Ken Chase, Michael Mills et Kenny Myers
  - Les Sorcières – John Stephenson
  - Total Recall – Rob Bottin, Jeff Dawn, Craig Berkeley et Robin Weiss

#### Meilleurs effets spéciaux
- Ken Ralston pour Retour vers le futur 2
  - Industrial Light & Magic, Dream Quest Images, Fantasy II Film Effects et Wonderworks pour Abyss
  - Richard Conway et Kent Houston pour Les Aventures du baron de Münchhausen
  - Bruce Nicholson, John T. Van Vliet, Richard Edlund et Laura Buff pour Ghost
  - Rick Baker, Ken Pepiot et Dennis Michelson pour Gremlins 2 : La Nouvelle Génération
  - Rick Fichter, David Sosalla et Peter Chesney pour Chérie, j'ai rétréci les gosses
  - Phil Tippett, Rob Bottin et Peter Kuran pour RoboCop 2
  - Thomas L. Fisher, Eric Brevig et Rob Bottin pour Total Recall
  - Tom Woodruff et Alec Gillis pour Tremors

### Télévision

#### Meilleure série télévisée
- Star Trek : The Next Generation

### Prix spéciaux

#### Prix George Pal Memorial
- William Friedkin

#### Prix spécial
- Michael Biehn
- Watson Garman

#### Prix du président du jury
- Batman

## Statistiques
Nominations
- 9 : Total Recall ; Ghost
- 7 : Abyss ; Dick Tracy ; Santa Sangre
- 6 : Retour vers le futur 3 ; Chérie, j'ai rétréci les gosses ; Gremlins 2 : La Nouvelle Génération
- 5 : Batman ; Arachnophobia ; Darkman ; Les Sorcières
- 4 : Retour vers le futur 2 ; Tremors ; Les Aventures du baron de Munchausen ; Indiana Jones et la Dernière Croisade
- 3 : RoboCop 2 ; Always ; L'Exorciste, la suite ; La Mouche 2 ; Cabal
- 2 : L'Excellente Aventure de Bill et Ted ; L'Expérience interdite ; Jusqu'au bout du rêve ; Les Tortues ninjas ; Re-Animator 2 ; La Nurse

Récompenses
- 3 : Ghost ; Retour vers le futur 3
- 2 : Total Recall ; Arachnophobie ; Retour vers le futur 2
- 1 : Abyss ; Dick Tracy ; Santa Sangre ; L'Exorciste, la suite